# دوبری دول (استان مونتانا)
دوبری دول (به بلغاری: Dobri dol) یک منطقهٔ مسکونی در بلغارستان است که در شهرستان لوم واقع شده‌است.
 دوبری دول  ۳۱۶ نفر جمعیت دارد و ۴۳ متر بالاتر از سطح دریا واقع شده‌است.